# 102
Secole: Secolul I - Secolul al II-lea - Secolul al III-lea
Decenii: Anii 50 Anii 60 Anii 70 Anii 80 Anii 90 - Anii 100 - Anii 110 Anii 120 Anii 130 Anii 140 Anii 150
Ani: 97 | 98 | 99 | 100 | 101 | 102 | 103 | 104 | 105 | 106 | 107

## Evenimente
- Armata romană cucerește Banatul, Oltenia, sudul Moldovei și sud-estul Transilvaniei.
- Primul război daco-roman. Decebal cere pace de la Traian în iarna anului 102, când forțele armatei romane ajunseseră în Dacia în preajma Sarmisegetuzei.